# جوديث جوي روس
جوديث جوي روس (بالإنجليزية: Judith Joy Ross)‏ هي مصورة أمريكية، ولدت في 1946 في هازلتون في الولايات المتحدة.